# Kurt Weuts
Kurt Weuts (29 december 1987) is een Belgisch voetbalspeler die sinds de zomer van 2024 uitkomt voor KV Hooikt. Zijn positie is aanvaller.
Weuts speelde eerder onder andere bij K. Lyra TSV, Sint-Truidense VV, Sportkring Sint-Niklaas, KSV Bornem en Racing Mechelen. In het seizoen 2009-2010 werd hij voor één jaar uitgeleend door Sint-Truiden aan toenmalig tweedeklasser OH Leuven. In seizoen 2011-2012 werd hij uitgeleend aan KSK Heist. In 2012 verliet hij STVV definitief, hij tekende bij Sportkring Sint-Niklaas. Zijn jongere broer Koen speelt bij de Leuvense fusieclub OH Leuven.